# Mnogocvetni ljutić
Mnogocvetni ljutić (lat. Ranunculus polyanthemos) je višegodišnja biljka iz familije ljutića (lat. Ranunculaceae). U narodu je poznata i kao jaspra. Veruje se da ime roda Ranunculus ima značenje mala žaba, što govori da se dosta vrsta ovog roda nalazi u blizini vode, dok se reč polyanthemos prevodi kao mnogo cvetova.

## Opis biljke
Višegodišnja je biljka sa uspravnom stabljkim, visine od 20 cm do 80 cm. Stabljika je razgranata i dlakava, posebno u donjem delu. Prizemni listovi poseduju drške, dlakavi su i prstasto su deljeni. Gornji listovi su sedeći. Cvetovi su sa dlakavim cvetnim drškama. Krunicu čini 5 latica zlatno žute ili bledo žute boje, koje se presijavaju. Čašičnih listića takođe ima 5, zelene su boje i poseduju dlake. Prašnika je neodređen broj. Tučkova je takođe mnogo. Plodovi su okrugli, sa strane pomalo spljošteni, ne poseduju dlake i dužine su od 3 mm do 5 mm. Cveta od početka maja pa do kraja jula, a seme klija tek u jesen.

## Stanište
Smatra se da je vrsta poreklom iz šumskih stepa Istočne Evrope. Raste u toplijim šumama, rubovima šuma,  šikarama, livadama, pored puteva. Ovoj biljci ne prijaju staništa bogata glinom ili tresetom. Ne podnosi ni kisela zemljišta.

## Jestivost
Gorkog je ukusa i nije jestiva, zbog alkaloida koje poseduje. Životinje izbegavaju da je konzumiraju. Kada se biljka osuši, gorak ukus i otrov nestaju, pa je takvu mogu jesti životinje.